# Суеватпауль
Суеватпауль — мансийский посёлок в Свердловской области России, административно подчинённый городу Ивделю. Входит в Ивдельский муниципальный округ.
Ранее Суеватпауль входил в состав Хорпийского сельсовета города Ивделя.
Посёлок находится в Перечне районов проживания малочисленных народов Севера.

## Географическое положение
Суеватпауль расположен в 98 километрах (по дорогам в 113 километрах) к северу от города Ивделя, в лесной местности, на правом берегу реки Ваткатурахт (правый приток реки Ахтасымполум, речной бассейн Пелыма). Автомобильное сообщение с посёлком затруднено.

## Население
| 2002 | 2010 |
| ---- | ---- |
| 0    | ↗5   |